# Buono! ライブ 2011 winter 〜Re;Buono!〜
『Buono! ライブ 2011 winter 〜Re;Buono!〜』（ボーノ ライブ 2011 ウィンター - リ・ボーノ）
は、Buono!のライブビデオ。2011年6月22日にDVDとBlu-rayが同日発売された。
Blu-rayのみメンバーによるオーディオコメンタリーを収録。

## 収録曲
1. OPENING
2. ゴール
3. Independent Girl〜独立女子であるために
4. 雑草のうた
5. MC 1
6. Kiss!Kiss!Kiss!
7. ロッタラ ロッタラ
8. co・no・mi・chi
9. キライスキダイキライ
10. MC 2
11. うらはら
12. ホントのじぶん
13. ガチンコでいこう!
14. MC 3
15. You’re My Friend
16. 星の羊たち
17. JUICY HE@RT
18. ロックの神様
19. カタオモイ。
20. MC 4
21. 泣き虫少年
22. MY BOY
23. れでぃぱんさぁ
24. 恋愛♥ライダー
25. One Way = My Way
26. ラナウェイトレイン
27. MC 5
28. Last Forever

特典映像
1. タビダチの歌